# Chowlakere, Challakere
Chowlakere là một làng thuộc tehsil Challakere, huyện Chitradurga, bang Karnataka, Ấn Độ.